# Новоолексіївка (Покровський район)
Новоолексі́ївка — село Селидівської міської громади Покровського району Донецької області, в Україні. У селі мешкає 177 людей.

## Загальні відомості
Відстань до райцентру становить близько 22 км і проходить автошляхом Т 0515. Село межує із територією селища Вишневе.

## Населення
За даними перепису 2001 року населення села становило 177 осіб, із них 89,83 % зазначили рідною мову українську та 10,17 % — російську.